# Reino del Kurdistán
El Reino del Kurdistán (en kurdo: Keyaniya Kurdistanê; en árabe: كوردستان که‌یانیی)  puede referirse a dos Estados no reconocidos de corta duración, formados en los años 1920 en la región geográfica y cultural del Kurdistán tras el colapso del Imperio otomano en el territorio oficialmente bajo jurisdicción del Mandato británico de Mesopotamia.

## Irak del Norte
Durante el colapso del Imperio otomano, los kurdos en Irak intentaron establecer un Estado semiindependiente. Por lo menos en una ocasión, tuvieron éxito y formaron el Reino del Kurdistán, que duró desde septiembre de 1922 hasta julio de 1924.
El jeque de la orden Qadiriyyah de los sufíes, la personalidad más influyente en el Kurdistán del Sur, fue nombrado gobernador del antiguo sanjak de Duhok, pero se rebeló contra los británicos y declaró un Kurdistán independiente en mayo de 1919; sin embargo, fue derrotado en junio de ese mismo año.
El 10 de octubre de 1921, fue emitida una declaración en Solimania, la capital del Kurdistán, para formar un gobierno kurdo. El jeque Mahmud Barzanji se autoproclamó rey del Reino del Kurdistán.
Después de la firma del Tratado de Sèvres, que fijó algunos territorios, Solimania quedó bajo control directo del Alto Comisario británico. Después de la subsecuente incursión turca en el área, los británicos intentaron contrarrestar esta acción por medio del nombramiento como gobernador del jeque Mahmud Barzanji en septiembre de 1922. El jeque se rebeló nuevamente y, en noviembre, se declaró rey del Reino del Kurdistán.

## Rebelión del jeque Said
La rebelión del jefe Said en 1925 intentó fundar el segundo Reino del Kurdistán al sureste de Turquía, pero solo duró tres meses antes de ser derrotado por el Ejército turco. La rebelión fue iniciada por el jeque Said, quien habría sido ayudado por jefes tribales de Siria.